# 11117 Giuseppeolongo
11117 Giuseppeolongo eller 1996 LP1 är en asteroid i huvudbältet som upptäcktes den 14 juni 1996 av Farra d'Isonzo-observatoriet i Farra d'Isonzo. Den är uppkallad efter den italienska matematikern Giuseppe O. Longo.